# Mussausolfjäderstjärt
Mussausolfjäderstjärt (Rhipidura matthiae) är en fågel i familjen solfjäderstjärtar inom ordningen tättingar.

## Utbredning och systematik
Fågeln förekommer enbart i St Matthiasöarna (norra Bismarcköarna). Den behandlas som monotypisk, det vill säga att den inte delas in i några underarter.

## Status
IUCN kategoriserar arten som nära hotad.